# Karl Georg Müller von Berneck

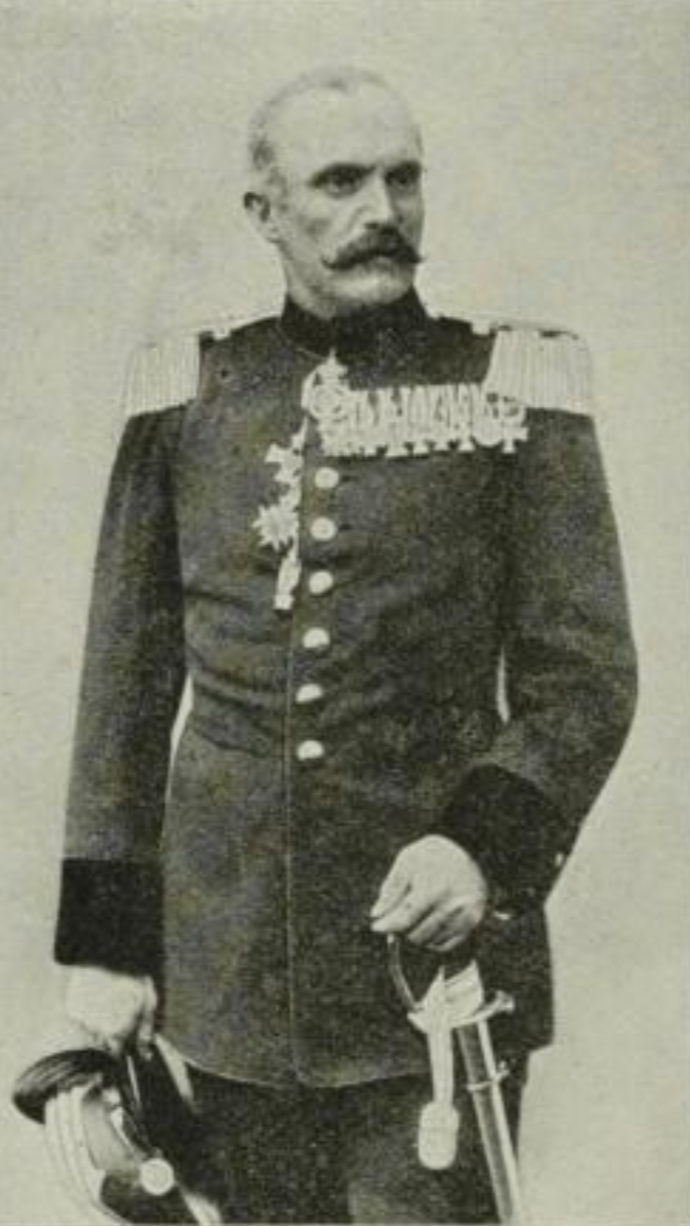
Karl Georg Müller von Berneck

Karl Georg Müller von Berneck (* 12. September 1840 in Nossen; † 8. Februar 1919 in Dresden) war ein sächsischer Generalleutnant.

## Leben
Karl war ein Sohn des Mediziners Franz Müller von Berneck (* 1805) und dessen Ehefrau Henriette, geborene von Holleuffer (1811–1857).

### Militärkarriere
Berneck wurde zunächst im elterlichen Hause erzogen und besuchte dann von 1854 bis 1855 die Realschule in Dresden-Neustadt. Die nächsten drei Jahre verbrachte er auf dem Königlich Sächsisches Polytechnikum und wollte dann eigentlich eine Ausbildung zum Maschinentechniker beginnen, ließ sich aber durch die damaligen politischen Wirren und die Mobilmachung von 1859 für eine Laufbahn in der Sächsischen Armee umstimmen. Er wurde als Offiziersaspirant in die Armee aufgenommen und trat am 1. Juni desselben Jahres noch als Fähnrich in die 2. Kompanie des 5. Infanterie-Bataillons in Chemnitz ein. Nachdem Preußen auf Neutralität der deutschen Staaten bestanden hatte, wurde die Sächsische Armee wieder demobilisiert. Am 1. August 1860 wurde er zum Leutnant bei der 4. Kompanie seines Bataillons ernannt und absolvierte 1865 einen Fortbildungskurs im Generalstab der Armee.
Bei der Mobilmachung anlässlich des Krieges gegen Preußen musste er 1866 den Kurs abbrechen und kehrte zu seinem Bataillon unter der Führung von Major von Rohrscheidt zurück. Das Bataillon wurde dabei zwischen Dresden und Tharandt verwendet, wo Berneck am 1. Juni 1866 in Wilsdruff zum Oberleutnant befördert wurde. Zwei Wochen später brach dann der Krieg aus und die Armee musste sich nach Böhmen zurückziehen. Nach Ankommen in Lobowitz, kam das Bataillon per Eisenbahn in Přelouč an und marschierte unter dem Generalleutnant Bernhard von Schimpff auf Jungbunzlau zu. Er beteiligte sich an der Schlacht bei Königgrätz. Im Zuge des Rückzuges der sächsischen und österreichischen Truppen, bildete das 5. Infanterie-Bataillon das Schlusslicht. Im weiteren Verlaufe des Krieges wurde er am 14. August zum Adjutanten des Bataillons ernannt und mit dem Ritterkreuz I. Klasse des Albrechts-Ordens mit Kriegsdekoration ausgezeichnet.
Nach Rückmarsch kam er mit seinem Bataillon in Annaberg an. Er wurde nachfolgend am 2. Januar 1867 als Divisionsadjutant designiert und faktisch am 1. April desselben Jahres bei der 2. Division ernannt. Am 12. Dezember 1869 wurde er in den Generalstab abkommandiert. Nach Ausbruch des Krieges gegen Frankreich wurde Berneck am 21. Juli 1870 als Adjutant in das mobile Generalkommando des XII. (I. Königlich Sächsisches) Armee-Korps geschickt. In seiner Stellung wurde er wiederholt zu wichtigen Entsendungen und Befehlsvermittelungen eingesetzt und überbrachte so dem Kronprinz Albert bei der Schlacht bei Gravelotte eine wichtige Nachricht. Nachfolgend beteiligte er sich beim Stabe des Armee-Korps an den Schlachten von Verdun, Beaumont, Sedan und Villiers. Vor Paris wurde er am 9. Dezember 1870 zum Hauptmann befördert. Während des gesamten Feldzuges wurde er mit dem Ritterkreuz I. Klasse des Verdienstordens mit der Kriegsdekoration, dem Eisernen Kreuz II. Klasse und dem Ritterkreuz des Württembergischen Militärverdienstorden ausgezeichnet.
Nach Rückkehr beteiligte er sich am festlichen Einzug in Dresden und blieb noch bis zum 1. November 1871 beim Generalkommando, wo er nachfolgend als Generalstabsoffizier bei der 2. Division Nr. 24 verwendet wurde. Vom 1. März 1873 bis zum 30. April 1874 war er nach Berlin zum Großen Generalstab der Preußischen Armee kommandiert. Er avancierte am 26. September 1878 zum Major, trat am 23. April 1881 in den Frontdienst zurück und übernahm das III. Bataillon im 7. Infanterie-Regiment „König Georg“ Nr. 106. Er blieb die nächsten sechs Jahre in dieser Position und wurde am 14. Januar 1887 zum Oberstleutnant befördert. Er wurde als Nachfolger von Major Theodor von Malortie Flügeladjutant von König Albert und begleitete diesen auf zahlreichen Reisen, so auch zur Beerdigung von Kaiser Wilhelm I. im Jahre 1888. Nach Beförderung zum Oberst am 1. Februar 1889 wurde er von seiner Stellung als Flügeladjutant enthoben und zum Kommandeur des Schützen-(Füsilier-)Regiment „Prinz Georg“ Nr. 108 ernannt. Unter Beförderung zum Generalmajor erfolgte am 22. September 1892 seine Ernennung zum Kommandeur der 3. Infanterie-Brigade Nr. 47 in Leipzig. In Genehmigung seines Abschiedgesuches wurde Berneck am 31. Mai 1895 mit Pension und der Berechtigung zum Tragen seiner Uniform zur Disposition gestellt. Er erhielt am 19. April 1896 den Charakter als Generalleutnant. 
Im Ruhestand wirkte er unter anderem als geschäftsführendes Mitglied des Direktoriums des Albert-Vereins und wurde im Jahre 1908 von Oberst z. D. Moritz Schneider abgelöst.

### Familie
Berneck hatte sich am 9. Juli 1872 in Loschwitz mit Emmy von Sandersleben (* 1847) verheiratet. Aus der Ehe gingen die Tochter Emilie (* 1874) sowie die Söhne Hans (* 1875), Hellmuth (* 1877) und Ehrhardt (* 1878) hervor. Einer der Söhne ließ sich in Deutsch-Südwestafrika nieder und war Besitzer der Keetmanshooper Nachrichten. Er hatte für damals ungewöhnliche Verhältnisse eine afrikanische Frau, dessen Kind in Deutschland von Generalleutnant Müller von Berneck aufgezogen wurde.